# Platysenta videns
Platysenta videns är en fjärilsart som beskrevs av Achille Guenée 1852. Platysenta videns ingår i släktet Platysenta och familjen nattflyn. Inga underarter finns listade i Catalogue of Life.